# Comes Illyrici

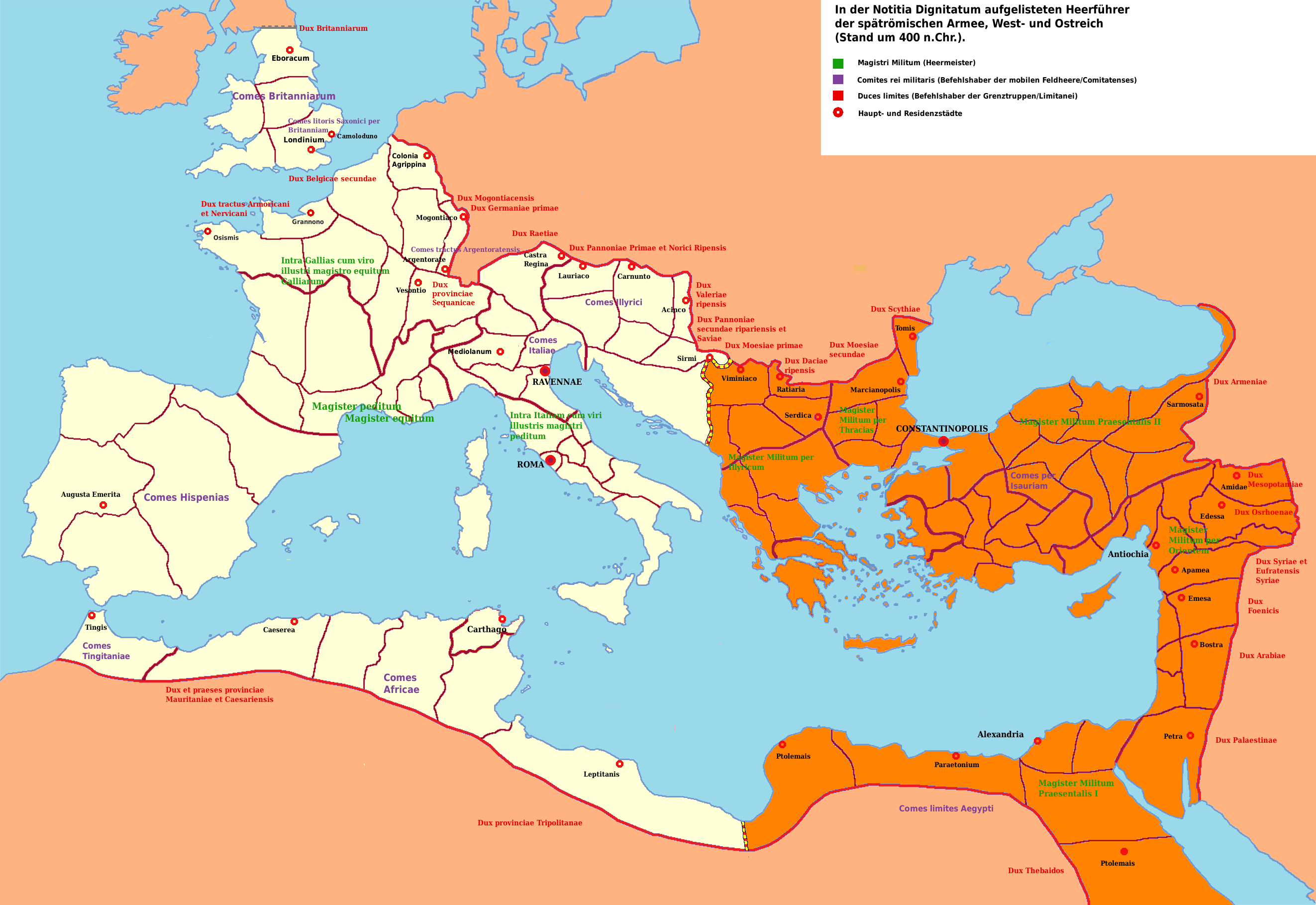
Heerführer der Comitatenses und Limitanei im 5. Jahrhundert n. Chr.

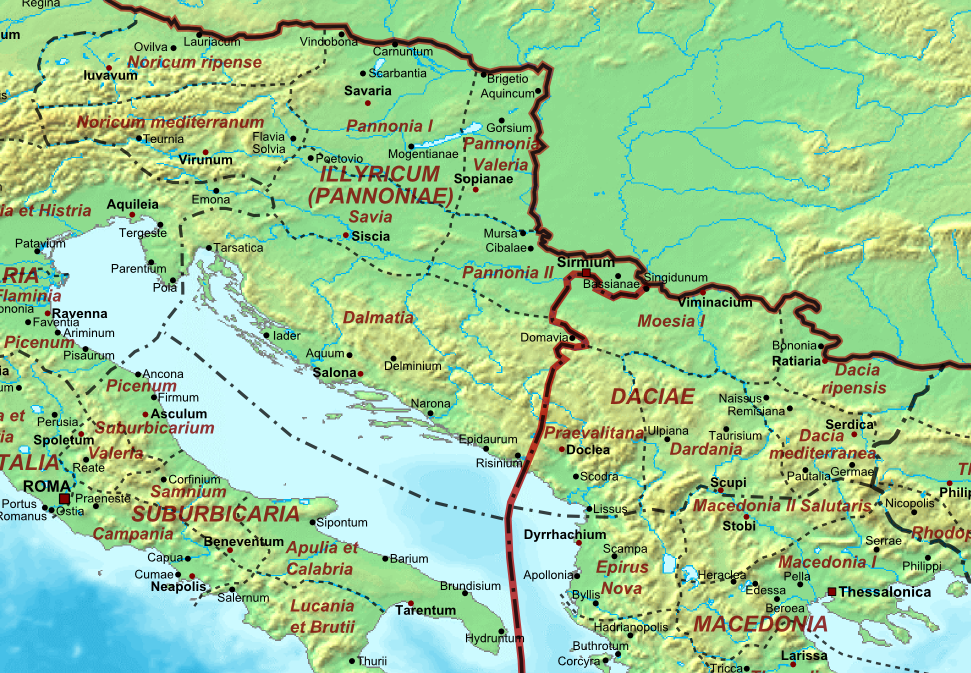
Die illyrischen Provinzen um 400 n. Chr.

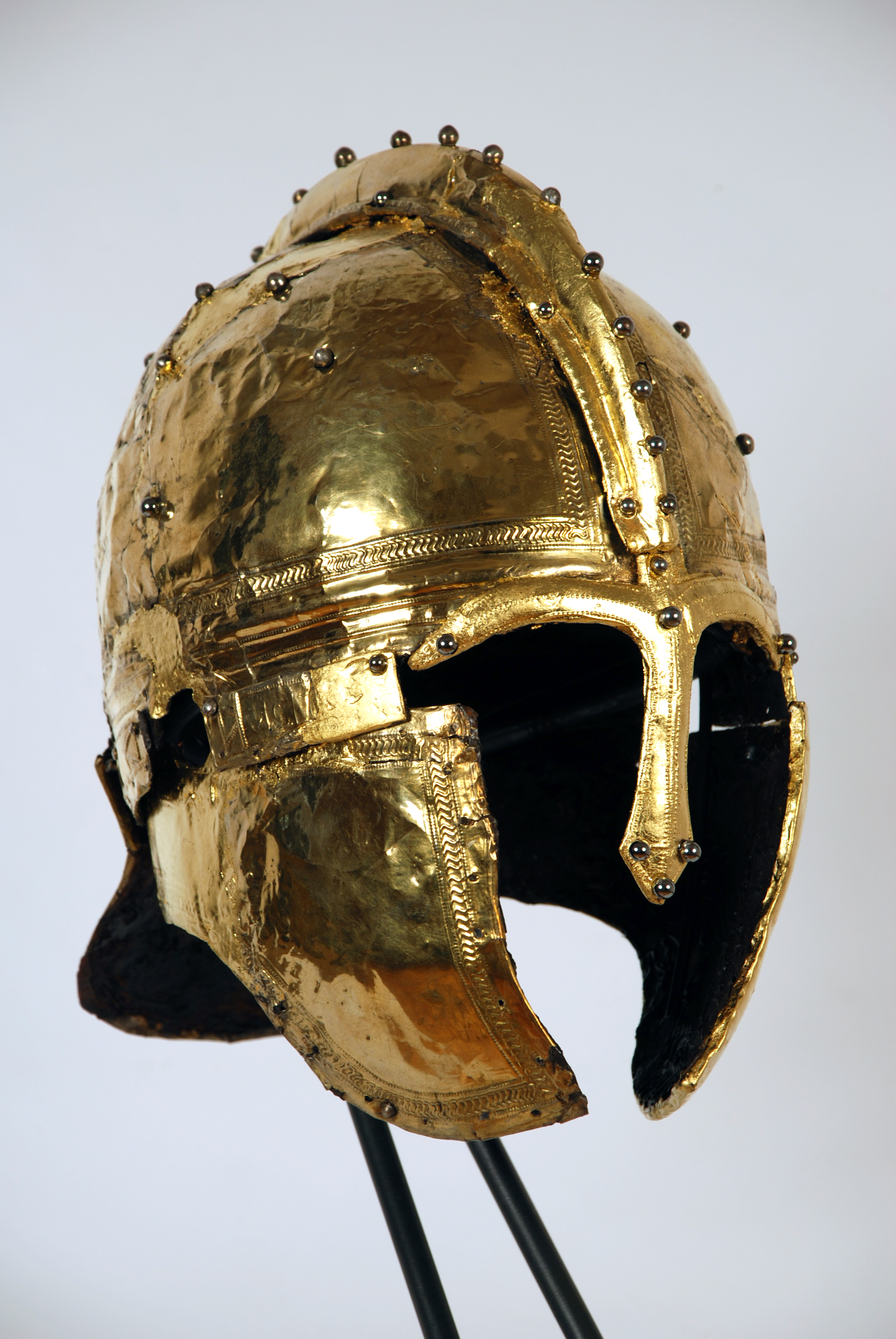
Spätrömischer Offiziershelm vom Typ Berkasovo II, 4. Jahrhundert

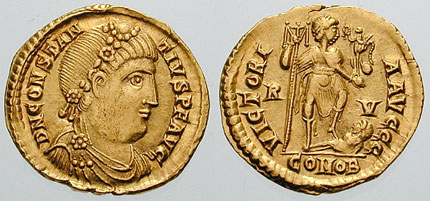
Solidus des Flavius Constantius von 421. Am Revers wird der Kaiser als Heerführer dargestellt

Ein Comes Illyrici (mitunter auch Comes per Illyricum; wörtlich: „Graf von Illyricum“) wurde im 4. und 5. Jahrhundert n. Chr. im Krisenfall als Befehlshaber der spätrömischen mobilen Eingreiftruppen (Comitatenses) an der oberen und mittleren Donau eingesetzt.
Namentlich bekannte Comites:
- Varronianus (4. Jahrhundert, der Vater des späteren Kaisers Jovian)
- Aegidius (um 364 n. Chr.)
- Vitalianus (Winter 380/381 n. Chr.)[1]
- Romulus (um 488 n. Chr.)

## Definition und Funktion
Der römische Amts- und Ehrentitel comes bezeichnete in der Spätantike in der Regel die höchste Rangklasse des Adels (vir spectabilis) bzw. Mitglieder des Kronrats am kaiserlichen Hof. Beim Militär wurde dieser Titel in der Regel an die Kommandeure der mobilen Feldarmeen in den Provinzen oder an hohe Offiziere für zeitlich begrenzte Sonderkommandos verliehen.
Als ständige Einrichtung hat das Amt des illyrischen Comes wahrscheinlich nie existiert. In der Notitia Dignitatum Occidentum findet er sich auch nicht in der Auflistung der übrigen comites der westlichen Armee, sondern scheint nur unter dem Magister peditum auf. Theodor Mommsen vertrat die Ansicht, dass er von diesem nur bei Bedarf ernannt wurde, z. B. als Spezialkommando für besondere Aufgaben oder in extremen Krisenzeiten. Der Magister peditum konnte zwar diesen Titel nicht vergeben, sehr wohl aber einen Offizier mit den Befugnissen eines Comes vorübergehend einsetzen.

## Kommandobereich
Sein Verantwortungsbereich (comitativa) erstreckte sich im Wesentlichen auf die Provinzen des sog. „Illyricum occidentale“:
- Raetia I und II,
- Ufer- und Binnennoricum,
- Pannoniae I und II,
- Valeria ripensis,
- Savia,
- Dalmatia und
- Dacia.

## Entwicklung
Der Heerführer Decius wurde im Jahre 249 von Kaiser Philippus Arabs als Dux des Illyrischen Heeres (also der pannonischen und mösischen Truppen) gegen die Goten auf der Balkanhalbinsel in Marsch gesetzt, wo er im Sommer desselben Jahres zum Kaiser proklamiert wurde. Nach der Ermordung des Constans (337–350) ließ Constantius II. eine Feldarmee für Illyricum aufstellen. Ihre weitere Entwicklung lässt sich nur anhand von Vergleichen mit den Truppenlisten der östlichen Notitia (entstanden vor 395 n. Chr.) und der weströmischen Auflistung in der distributio numerorum (entstanden um 420 n. Chr.) verfolgen. Ammian schreibt, dass im Jahr 364 n. Chr. ein Comes Aegidius das illyrische Aufgebot anführte. Ein Mann, dessen Rang oder Dienstalter nicht ausreichend erschien, um ihm die Würde eines Magister militum per Illyricum zu gewähren, also erfüllte er seine Aufgaben mit dem etwas niedrigeren Titel eines Comes. Später wurde er in den Rang eines magister armorum per Illyricum erhoben.
Nach einem Bericht des Zosimos war um 409 n. Chr. ein Mann namens Generidus Befehlshaber der Truppen an der Donau, wobei umstritten ist, ob er den Titel eines comes Illyrici oder den eines eigens eingesetzten magister militum trug. Jedenfalls war er für Oberpannonien, Noricum und Raetia sowie Dalmatia zuständig.
Für eine temporäre Einrichtung dieses Amtes spricht auch, dass der Comes Illyrici nicht im Index der anderen Comites limitium in der Notitia Dignitatum aufscheint und es in ihr – wie sonst üblich – keine Abbildungen von Städten oder Kastellen gibt die er kontrollierte. Außerdem scheint er über keinen eigenen Verwaltungsstab verfügt zu haben. Es sind keine Hinweise vorhanden, dass ein Comes über einen längeren Zeitraum mobile Truppen in Illyricum befehligte. Die Forschung glaubt, dass dies ein Indiz dafür sein könnte, dass die illyrische Feldarmee erst später, um 420, unter Flavius Constantius aufgestellt worden ist (Illyricum war im Übrigen noch vor 399 Teil des östlichen Imperiums und in dieser Zeit u. a. auch von den gotischen Föderaten des Alarich besetzt).
Die Aufstellung einer illyrischen Armee war wohl die Reaktion auf den endgültigen Zusammenbruch der Grenzsicherung am oberen und mittleren Donaulimes. Flavius Constantius musste um 420 n. Chr. alle noch verfügbaren Truppen zusammenziehen, um so die schweren Verluste des weströmischen Heeres auszugleichen, die es in den Kämpfen nach den Barbareneinfällen von 406 erlitten hatte. Da aus Geldmangel keine neuen Soldaten angeworben werden konnten, zog man die meisten dafür benötigten Einheiten aus den Limitanei heraus und beförderte sie kurzerhand zu Comitatenses. In den Reihen der neuen Feldarmee befanden sich u. a. zwei Einheiten Lanzenwerfer, die zuvor in Lauriacum und Comagena stationiert waren. Trotz der späteren Abtretung der pannonischen Provinzen an Attila durch Aetius hat das Amt des Comes Illyrici wohl auch noch in der Mitte des 5. Jahrhunderts bestanden. Beim antiken Chronisten Priscos wird ein Mann namens Romulus aus Poetovio genannt, der als Mitglied einer Delegation hochrangiger Würdenträger 448 n. Chr., im Auftrag des Aetius, zu Verhandlungen an den Hof des Hunnenkönigs entsandt wird. Da Priscus auch erwähnt, dass Gesandtschaften überwiegend von den Heerführern der an das Hunnenreich angrenzenden Regionen standen, begleitet wurden, ist es möglich, dass Romulus das Amt des illyrischen Comes bekleidet hat.
Unter Theodosius I. entsprach die Organisation der Armee nicht mehr dem althergebrachten System des Diokletian. Die meisten Heermeisterämter sowie die einzelnen Abschnittskommandos der Palast- und der mobilen Feldarmeen verschwanden, so vielleicht auch das Amt des Comes Illyrici. Als Sicherungsmaßnahme für das von den Hunnen abgeschnittene Dalmatia richtete Aetius (neben einer vielleicht noch eine Zeit lang fortbestehenden comititiva illyrici) das Amt eines comes Dalmatiarum ein, das zuerst sein Vertrauter Marcellinus bekleidete. Einer seiner Nachfolger war später der gotischstämmige Truppenführer der Provinz Dalmatia, ein „comes primi ordinis“ im Rang eines vir illustris. Namentlich bekannt ist ein Mann namens Oswin dem unter einem Athanarich 526 n. Chr. u. a. die Truppen der Provinz Savia unterstanden. Zusätzlich weiß man von einem gewissen Comes Colosseus, ein Romane der in der Pannonia Sirmienses in Personalunion die Militär- und Zivilverwaltung leitete.

## Truppen
Insgesamt 22 Einheiten werden in der Notitia Dignitatum unter dem Kommando des Comes Illyrici aufgelistet, die wiederum unter dem Oberkommando des Magister Peditum standen. Sehr wahrscheinlich sind einige der Schildmuster beim Abschreiben aber nicht mehr ihrer richtigen Einheit zugeordnet worden. Wie auch bei einigen anderen westlichen Auxilia-Palatina-Einheiten geschehen, könnten sie von den Kopisten im Mittelalter (nebst Beschriftung) von ihrem ursprünglichen Platz verschoben worden sein. Als Zeitschiene für die Zusammenstellung der Armee des Comes Illyricum scheint am besten das Todesjahr Stilichos, 408, zu passen. Bemerkenswert bei der Notitia ist in diesem Zusammenhang, dass für keine der dort gelisteten Auxilia-Einheiten ein Comitatenses-Status bezeugt ist; sie gehören alle entweder zu den Pseudocomitatensis oder sind Palatinaeinheiten.

## Distributio Numerorum
Laut der ND Occ. standen dem Comes möglicherweise folgende Einheiten zur Verfügung:

### Gardeeinheiten (Infanterie)
| Einheiten                     | Bemerkung | Abbildung                                                       |
| ----------------------------- | --- | --------------------------------------------------------------- |
|                               | Hilfstruppen der Hofarmee (Auxilia palatini) | Farbgebung nach der Überlieferung im Bodleian Manuskript der ND |
| Sagittarii Tungri             | Die tungrischen Bogenschützen, dieser Name muss aber nicht bedeuten, dass alle Soldaten der Palatini-Einheit des 5. Jahrhunderts als solche eingesetzt wurden. Möglicherweise wurden sie ursprünglich als reine Bogenschützeneinheit aufgestellt. Der Stamm der Tungri war in Gallien beheimatet, rund um die Civitas Tungrorum, die heutige belgische Stadt Tongeren (Tongres). Die Einheit dürfte, noch vor ihrer Romanisierung, aus diesem Volksstamm rekrutiert worden sein. |                                                                 |
| Iovii iuniores                | Eine der Auxilia-Palatina-Einheiten, die auch in der Armee des Magister Peditum anfgeführt ist; und wohl vorübergehend dem Kommando des Comes Illyricum unterstellt war. Der Name bezieht sich auf den obersten Reichsgott Iupiter. Vielleicht wurde sie unter Diokletian (284 bis 305) aufgestellt, dieser nahm, nach seiner Proklamation zum Augustus den Namen Iovius an (etwa gleichbedeutend mit „Abkömmling des Iupiter“). Der Chronist Ammianus Marcellinus berichtet, dass im Feld die Iovii zusammen mit den Victores eingesetzt wurden. Wann genau die Iovii in eine Seniores- und Iuniores-Einheit aufgeteilt wurden, ist unbekannt. Laut Notitia Occ. waren die Iovii Seniores ansonsten der Italienarmee des Magister Peditum unterstellt. Inschriften bezüglich der Iovii iuniores stammen vom Gräberfeld der Colonia Iulia Concordia (heute Portogruaro in Venetien, Italien), wo ein Grabstein den Tribunen Flavius Marcaridus als Angehörigen der Militum Ioviorum iuniorum bezeichnet. Ihre Schildbemalung ist in verschiedenen Handschriften der ND, wie auch das der Iovii seniores, mit der Beschriftung „Iovii“ versehen. Es besteht aus einem roten Rand, der ein indigoblaues (oder violettes) Hauptfeld einrahmt. Mittig ist ein sich aufbäumendes, rotbraunes Tier (Eber?) mit aufgestellten Nackenhaaren dargestellt. |                                                                 |
| Sequani                       | Diese Einheit wird in der Truppenliste des Magister Peditum als eine der Auxilia-Palatina-Einheiten angeführt und war wohl – vorübergehend – dem Kommando des illyrischen Comes unterstellt. Sequani bezieht sich entweder auf das heutige Quellgebiet der Seine im heutigen Frankreich, die Region Sequania, oder auf das dort beheimatete Volk der Sequaner, heute größtenteils der Schweizer Kanton Jura. Wahrscheinlich leitet er sich sich auch von ihrem Siedlungsgebiet ab, das zu Beginn des 4. Jahrhunderts zu einer eigenständigen Provincia, die Maxima Sequanorum, erklärt wurde. Zur Zeit der Abfassung der Notitia hatte die Provinz aber offensichtlich schon stark an militärischer Bedeutung eingebüßt, da sie 355 von germanischen Invasoren verwüstet worden war. Der für sie zuständige Dux provinciae Sequanicae befehligte, laut ND, nur noch eine Limitaneieinheit: die Milites Latavienses. Vermutlich wurden die Sequaner entweder in dieser Provinz rekrutiert oder waren vor Zusammenstellung der Notitia dort stationiert gewesen. Eine weitere nach dieser Provinz benannte Reitereinheit, die ala secunda Valeria Sequanorum, stand unter dem Kommando des Dux Raetiae primae et secundae. Ihre Schildbemalung wird in den Abschriften der ND unterschiedlich dargestellt, genau wie ihr Name (Seguarii, Equarii, Sequani). Es zeigt einen weißen Schildbuckel, umgeben von einem roten Band (oder orange-braun), das motivlose Hauptfeld ist grün. Es ist jedoch offensichtlich, dass dieser Einheit einmal mehr von den Kopisten das falsche Schildmuster zugeordnet wurde. |                                                                 |
| Raeti                         | Eine der Auxilia-Palatina-Einheiten des Magister Peditum; Raeti scheint sich von der Provinz Raetia abzuleiten – heute die Schweiz und Süddeutschland, was Otto Seeck dazu veranlasste, den Namen der Einheit in seinem Werk in Raeti abzuändern, obwohl die Provinz in der Notitia ebenfalls wechselweise als Raetia oder Rhaetia bezeichnet wird. In den beiden Münchner Manuskripten wird die Truppe als Rheti angegeben. Vermutlich wurde sie ursprünglich entweder in dieser Provinz aufgestellt (in der Notitia als Raetia I und Raetia II aufgeteilt) oder waren kurz vor Abfassung der ND dort stationiert worden. Verschiedene andere Einheiten in der Notitia leiten ebenfalls ihren Namen von dieser Provinz ab, wie die Limitanei der - Cohors quarta Raetorum des Dux Armeniae (Ostreich) und die - Ala quinta Raetorum unter der Comes limitis Aegypti (Ostreich). Im Osten standen auch die R(a)etobarii, und zwar unter dem Kommando des Magister Militum Praesentalis I; Diese Einheit rekrutierte sich jedoch aus einem alamannischen Stammeszweig, der sich in Rätien Siedlungsland erobert hatte. Weitere rätische Einheiten im Westen waren die - Ala I Flavia Raetorum, die - Cohors VI Valeria Raetorum und die - Cohors I Herculea Raetorum, alle in der Armee des Dux Raetiae primae et secundae, der auch einen Tribunus gentis per Raetias deputatae unter seinem Kommando hatte, d. h. einen Tribunen der rätischen Völker. Dies könnte auf einen Kommandeur einer Art Landwehr oder Foederati hindeuten. Es ist es ebenso möglich, dass er kein regulärer Armeeoffizier war. Wurde sein Aufgebot zum Kriegsdienst einberufen, so geschah dies wohl auf die gleiche Weise wie bei allen anderen Wehrpflichtigen der Provinz – durch den Einzug in „reguläre“ Einheiten. Ihre Schildbemalung besteht aus einem roten Rand der ein blaues Hauptfeld umschließt. Mittig ist ein auf einem roten Pfahl aufgespießter Kopf dargestellt, ein gängiges Motiv insbesondere westlicher Auxilia-Palatina-Einheiten, obwohl man es auch als Symbol des Sonnengottes interpretiert hat, was jedoch hier problematisch ist. Wahrscheinlich handelt es sich dabei aber wieder um das falsche Schildmuster; wie bei einigen anderen westlichen Auxilia-Platina-Einheiten könnte es von den Kopisten von seinem ursprünglichen Platz verschoben worden sein. |                                                                 |
| Sagittarii venatores          | Eine der Auxilia-Palatina-Einheiten des Magister Peditum. Der erste Namensteil impliziert (belegt aber nicht), dass die Einheit mit Pfeilbögen bewaffnet war, während venatores „die Jäger“ bedeutet, was durchaus ein plausibler Name für eine Bogenschützeneinheit wäre. Die Schildbemalung zeigt einen jagenden, nach rechts blickenden, einköpfigen, braunen Adler mit ausgebreiteten Schwingen auf gelben Hintergrund. Es handelt sich im Wesentlichen um die gespiegelte Schildbemalung der nachfolgend angeführten Latini. Es könnte sich dabei aber wieder einmal um ein von den Kopisten falsch zugeordnetes Schildmuster handeln. Da die nachfolgend beiden aufgelisteten Einheiten des Magister Peditum, die Latini und Sabini, beide nach italischen Völkern benannt, könnten diese beiden mit Adlern verzierten Schilde in Wahrheit zu ihnen gehören, während das Schildmuster der vorherigen Einheit in der Liste des illyrischen Comes, den Sequani, tatsächlich den Sagitarrii venatores zusteht. |                                                                 |
| Latini                        | Diese Einheit könnte ursprünglich aus dem italischen Stammesverband der Latiner rekrutiert worden sein. Die Schildbemalung zeigt laut ND einen braunen Adler auf gelben Hintergrund, der jedoch in diesem Fall nach links blickt. Wahrscheinlich handelt es sich dabei wieder um ein falsch zugeordnetes Schildmuster. Richtiger wäre wohl das der o. g. Sagittarii venatores – in der Truppenliste des Magister Peditum – zu den Latini und das hier gezeigte zu den nachfolgenden Sabini zu verschieben. Dass die letztgenannten Einheiten fast identische Schildbemalungen getragen haben, wäre auch aufgrund ihrer Benennung (nach den beiden Gründungsstämmen Roms) wesentlich plausibler. |                                                                 |
| Valentinianenses felices      | Bei ihnen handelt es sich wohl um Abkömmlinge der Valentinianenses iuniores, eine Einheit der Auxilia palatina („Hilfstruppen“ der „Hofarmee“). Andere Vexillationen der Valentinianenses werden auch noch unter dem Magister Equitum in Gallien verzeichnet, von denen angenommen wird, dass sie ebenfalls aus den Valentinianenses iuniores hervorgegangen sind. Ihre Position in der Liste lässt einen Rang als Pseudocomitatenses an oder eine völlig neu aufgestellte Einheit denken die damals gerade in die Armee eingegliedert worden war. Bei einem Status als Palatinii wäre es eher unwahrscheinlich, dass sie ursprünglich von den Limitanei abkommandiert wurden. In diesem Fall müsste dies eine Neuerung sein, die erst nach dem Tod Valentinian III. eingeführt wurde. Die Schildbemalung zeigt einen roten Rand, mittig eine menschliche Figur auf gelben Hauptgrund, die in der rechten Hand einen Stab und in der linken eine Kugel hochhält. Es wurde früher der nachfolgenden Einheit in der Liste des Magister Peditum, den Mattiaci iuniores Gallicani, zugeordnet, daher die Beschriftung „Mattiaci (?)“ in der ND. Obwohl es zahlreiche Hinweise darauf gibt, dass viele Schildmuster der westlichen Auxilia platina beim Abschreiben verschoben wurden, ist nicht ganz klar, ob dies auch bei dieser Einheit auch der Fall war. Der Namenszusatz Felices („die glücklichen“) ist in der Notitia eine sehr häufig verwendete Einheitsbezeichnung; über zwanzig von ihnen sind bekannt. Der Name Valentinianenses bezieht sich eindeutig auf einen der valentinianischen Imperatoren: - Valentinian I. (364–375), - Valentinian II. (375–392) oder - Valentinian III. (419–455). Letzterer scheidet aber dafür aufgrund seiner späten Herrschaft wohl aus. Da das Schildmuster (einmalig in der ND) einen Menschen zeigt – entweder eine Gottheit oder einen Kaiser – und da keine der anderen Einheiten des Magister Peditum den Beinamen Valentinianenses tragen, schlussfolgert man, dass das in der ND gezeigte Muster mit seiner originalen Beschriftung übereinstimmt. Da alle Herrscher der valentinianischen Dynastie schon überzeugte Christen waren, kann das Schildmotiv daher keine antike Gottheit darstellen. Kaiserbildnisse, die einen Globus (als Symbol für die Weltherrschaft) halten, waren auch schon in der imperial-römischen Propagandakunst üblich; der Globus wird oft von einer geflügelten Victoria gekrönt; einige auf Münzen des 4. Jahrhunderts abgebildete Kaiser umklammern mit der rechten Hand ein Chi-Rho-Labarum (Standarte). Auf den Münzen des Valens (364–368) und Valentinian I. halten beide ein langes Zepter anstatt eines Speers, ein solches könnte auch auf dem Schild der Felices Valentinianenses zu sehen sein. Zudem werden in der Notitia auch keine der antiken Götter mehr abgebildet (mit Ausnahme der Siegesgöttin), man sieht lediglich vereinzelt noch ihre „Attribute“. |                                                                 |
| Honoriani victores            | Eine der Auxilia palatina-Einheiten in der Armee des Magister Peditum. „Victores“ (= die Siegreichen) war ein weit verbreiteter Ehrenname im römischen Militär. Er wird auch mit Konstantin I. (306–337) in Verbindung gebracht, der nach seinem Triumph über Licinius (308–324) den Beinamen „Victor“ anstelle seines früheren Namens „Invictus“ annahm, nachdem er sich offiziell zum Christentum bekannt und die Verehrung des Sol Invictus ablegte. „Invicti“ (= unbesiegbar) ist ebenfalls ein oft genannter Ehrenname in der Notitia. Fünf weitere dort aufgelistete Auxilia Palatina-Einheiten tragen den Namen „Victores“. Vier davon standen in der westlichen Hälfte des Reiches: - die Galli victores in der Italienarmee des Magister Peditum, - die Victores iuniores unter den Comes Hispaniarum, - die Victores seniores, in der Italienarmee des Magister Peditum, - die Victores iuniores Britanniciani unter dem Comes Britanniarum. und die - die Victores, unter dem Kommando des Magister Militum Praesentalis I (Ostreich), Zwei weitere Limitanei-Einheiten tragen sehr ähnliche Namen: - die Ala prima Victoriae, eine Kavallerieeinheit unter dem Kommando des Dux Osrhoenae (Ostreich), und - die Cohors prima victorum, eine Hilfstruppeneinheit unter dem Kommando des Dux Syriae (Ostreich). Ammianus berichtet von Victores, die den Comes Flavius Theodosius 367 auf seinem Feldzug nach Britannien begleitete. Es ist jedoch unklar, welche von den in der Notitia aufgeführten Victorianern (falls überhaupt) gemeint ist. Der Name Honoriani leitet sich von Kaiser Flavius Honorius (395–423) ab. Die hohe Zahl der Honorianer in der westlichen im Vergleich zu sehr wenigen in der östlichen Notitia ist ein deutlicher Hinweis darauf, dass ihr östlicher Teil nach Theodosius‘ Tod kaum oder gar nicht überarbeitet wurde, während die westliche Hälfte noch einmal umfassend aktualisiert wurde. In der Notitia scheinen zudem keine Honoriani victores seniores auf. Die Schildbemalung zeigt einen roten Rand mit – etwas abgesetzten – blauen Kreis auf gelben Grund. In diesem Fall wurde diese Einheit wohl mit dem korrekten Schildmotiv beschriftet. |                                                                 |
| Seguntienses                  | Die Einheit war ursprünglich wohl im Kastell Segontium (heute Caernarfon in Wales, Großbritannien) stationiert, sie wird aber in der Endfassung der Notitia nicht mehr in den Listen der britischen Heerführer (Dux Britanniarum, Comes litoris Saxonici per Britanniam und Comes Britanniarum) angegeben. Es gibt archäologische Beweise für die Belegung des Kastells bis um 390. In der Infanterie des Magister Peditum scheinen sie als Auxilia Palatina auf und werden der Armee des Comes Illyricum zugeteilt. Die bislang einzige gesicherte Einheit für Segontium ist die Cohors I Sunicorum, die aus einem im heutigen Belgien beheimateten Stamm rekrutiert wurde. Angesichts der oft angewandten römischen Praxis, Einheiten im Feld paarweise einzusetzen, ist es auch bemerkenswert, dass die nachfolgende Einheit in der Liste des Comes Illyricum, die Tungri, vielleicht von der Cohors I Tungrorum oder der Cohors II Tungrorum abstammen, so dass auch deren Wurzeln im belgischen Teil Galliens liegen könnten. Seguntienses und Tungri zählten wohl noch zu den Pseudocomitatenses, der niedrigste Palatina-Status, als sie aus Britannien abgezogen wurden. Die Schildbemalung ist sehr einfach gehalten, roter Rand auf indigoblauem Grund; überlagert von zwei gebogenen, gekreuzten Elementen in Rot, wobei schwer zu sagen ist, was diese darstellen sollen, vielleicht stark stilisierte Drachen- oder Schlangenköpfe. Obwohl viele Schildmuster der westlichen Auxilia platina bei Abfassung der Abschrift irrtümlich verschoben wurden, gibt es keinen Hinweis darauf, dass dies auch bei dieser Einheit der Fall war; sie scheint mit dem korrekten Schildmuster beschriftet worden zu sein. |                                                                 |
| Tungri                        | Der Name der Einheit leitet sich von den Tungri ab, einem Volk, das im heutigen Belgien lebte und in vielen heutigen Ortsnamen vorkommt, wie z. B. im Fall der Stadt Tongres/Tongeren. Dies steht im Gegensatz zu den Tongrecani seniores, deren Name sich offenbar von der Civitas Tungrorum – ableitet. Die Einheit dürfte also ursprünglich aus dem Volk der Tungri rekrutiert worden sein, wahrscheinlich noch bevor diese romanisiert waren. Sie dürften erst spät in den Status einer Auxilia palatina-Einheit aufgerückt sein, wahrscheinlich fast hundert Jahre später als die Tongrecani. In der Truppenliste des Dux Britanniarum wird ein Tribunus Tungrorum cohortis primae angegeben, stationiert bei Borcovicio (auch Vercovicium, heute Housesteads am Hadrianswall). In den vorangegangenen Jahrhunderten wurde sie noch als cohors millaria (1000 Mann stark) bezeichnet. In der Folge scheint sie in der Armee des illyrischen Comes in den Status von Palatinae („Hofarmee“) angehoben worden zu sein. Es ist, nebenbei bemerkt, auch eine Auffälligkeit in der Notitia, dass bei den Comitatenses keine Auxilia-Einheiten angegeben werden. Sie werden dort entweder als Pseudocomitatenses oder Palatinae geführt. Wenn diese Truppe in der Zeit nach der Ermordung Stilichos nach Illyricum versetzt wurde, würde es auch reichlich Zeit für sie gegeben haben, sich im Kampf zu bewehren und dafür mit den Status der Palatinae belohnt zu werden. Sie wurden dadurch auch ein Teil der italischen Feldarmee die als die kampfkräftigste dieser Dekade gilt. Zwei Auxilia-Kohorten der Tungri waren ab Beginn des 2. Jahrhunderts in Britannien (Hadrianswall) stationiert: die auch noch in der Notitia angeführte - Cohors I Tungrorum, die unter dem Dux Britanniarum, in Borcovicio/Vercovicium (Housesteads) stationiert war, und die - Cohors II Tungrorum, die in Cambloglanna (Castlesteads) lag. Guy Halsall vermutet, dass letztere aufgrund eines Abschreibfehlers in der Notitia nicht mehr aufscheint. Jede dieser Einheiten könnte daher mit den Tungri des Comes Illyricum ident sein. Bemerkenswert ist auch, dass die zuvor in der ND angeführte Einheit, die Seguntienses, eindeutig aus Britannien stammt. Dies könnte darauf hindeuten, dass die Tungri, angesichts der römischen Praxis, Einheiten immer paarweise einzusetzen, ebenfalls eine alte Verbindung zu Britannien hatte. Dass die einzige für Caernarfon bezeugte Einheit (RIB 430), die Cohors I Sunicorum, zufällig ebenfalls aus der belgischen Region Galliens rekrutiert wurde, genau wie die in Britannien stationierten Kohorten I und II Tungrorum, dürfte also kein Zufall sein. Es scheint, dass eine große Anzahl der britischen Limitanei-Einheiten aus Britannien abgezogen wurden, um die Armeen auf dem Kontinent zu verstärken. Die Seguntienses haben ansonsten nur wenig Spuren ihrer Anwesenheit in Britannien hinterlassen – tatsächlich sind in der Notitia Occ. keine in Wales stehenden Truppen mehr verzeichnet, was als Beleg dafür gewertet wurde, dass der Usurpator Magnus Maximus (383–388) alle regulären Einheiten von dort abgezogen hat. Vermutlich erfolgte dies aber eher stückweise und über einen längeren Zeitraum: Viele britische Einheiten scheinen als Pseudocomitatenses in die gallische Armee des Magister Equitum eingegliedert worden zu sein. Andere, wie die Tungri, genossen einen höheren Status und wurden dauerhaft den Feldarmeen, wie die des Comes Illyrici zugeteilt. Welche der o. g. tungrischen Kohorten letztendlich in den illyrischen Tungri aufgingen (Cohors II Tungrorum ?), ist schwer zu sagen. Die Kastelle von Housesteads und Castlesteads scheinen etwa zur selben Zeit aufgegeben worden zu sein (von den Wallkastellen weist nur Banna (Birdoswold) eindeutige Spuren einer Nutzung bis weit ins 5. Jahrhundert auf). Ihre Schildbemalung ist sehr einfach gehalten: ein schmuckloses rotes Hauptfeld, der Schildbuckel ist von einem gelben Band umgeben. Wahrscheinlich war es auch das korrekte Schildmuster dieser Einheit. Es ist interessant, dass die Tongrecani seniores ein ähnliches Schildmuster wie die Tungri aufweisen, wenn auch etwas aufwendiger dekoriert. |                                                                 |
| Mauri Honoriani seniores      | Eine der Auxilia-Palatina-Einheiten in der Armee des Magister Peditum, die „Honoriani Mauri seniores“, in der Armee des Comes Illyricum jedoch als „Mauri Honoriani seniores“ bezeichnet. Mit Mauri sind die maurischen Völker gemeint, obwohl alles darauf hindeutet, dass damit im spätrömischen Militär nicht die ethnische Zugehörigkeit ihrer Soldaten, sondern speziell ausgerüstete Einheiten bezeichnet wurden. Es ist jedoch schwer zu sagen, um welche Art von Waffen es sich dabei handelte. Wahrscheinlich waren damit Leichtbewaffnete gemeint, sowohl beritten oder, wie in diesem Fall, Infanteristen. Wahrscheinlich wurde der Begriff im Laufe der Zeit aber ohnehin obsolet, die meisten römischen Infanterieeinheiten verfügten später generell auch über leichtbewaffnete Soldaten. Honoriani bezieht sich auf Kaiser Honorius (395–423), der 395, in etwa zur Zeit der ersten Zusammenstellung der Notitia, die Nachfolge seines Vaters Theodosius I. (379–395) antrat. Die Auflistung der nach diesem Kaiser benannten Einheiten beweist aber nicht, dass sie auch schon im späten 4. Jahrhundert in den Staatsalmanach aufgenommen worden sein müssen. Dennoch ist die große Zahl der Honorianiverbände in der westlichen Notitia (im Vergleich zu sehr wenigen im Ostteil des Reiches) einer der markantesten Hinweise darauf, dass die östliche Notitia nach der Ära des Theodosius kaum oder überhaupt nicht mehr aktualisiert wurde, während die westliche Hälfte offensichtlich noch einmal umfassend überarbeitet wurde. Die Schildbemalung ist relativ einfach gehalten: ein weißer Buckel, geviertelt mit Indigoblau, umgeben von einem indigoblauen Band. Der Schildaußenrand ist weiß der Innenrand gelb; das Hauptfeld ist in rot gehalten. Die Einheit könnte in diesem Fall auch mit dem korrekten Schildmuster beschriftet worden sein. Die Kombination aus rotem Grund und weißem Rand kommt in der Notitia allerdings nur selten vor. Bemerkenswert ist auch, dass das Schildmuster der nachfolgenden Einheit in der Armee des Magister Peditum, das der Honoriani Mauri iuniores, sehr ähnlich gestaltet ist, abgesehen von der umgekehrten Farbgebung. Dass diese beiden Einheiten so ähnliche Schildmuster hatten, deutet darauf hin, dass zumindest für diesen Teil der Truppenlisten die Beschriftungen und Schildmuster von den Kopisten korrekt wiedergegeben wurden. |                                                                 |
| Mattiarii Honoriani Gallicani | Eine der Auxilia Palatina-Einheiten in der Armee des Magister Peditum, die später als Mattiarii Honoriani Gallicani dem Comes Illyricum unterstellt wurden. Mattiarii scheint sich auf den römischen Kriegsgott Mars zu beziehen, wie auch die mattiobarbuli – kleine Wurfpfeile (Vegetius 1,17), die sich die spätrömischen Infanteristen im Kampf an der Schildinnenseite aufgesteckt hatten. Diese waren – aufgrund ihrer Bleigewichte – auch als plumbatae und als martiobarbuli bekannt; letzteres bedeutet „kleine Widerhaken des Mars“. Auch mehrere andere, der in der Notitia überlieferten Einheiten tragen den Namenszusatz „Ma(t)tiarii“: - Matiarii seniores, die ranghöchste Legio palatina unter dem Magister Militum Praesentalis II (Ostreich), - Matiarii iuniores, eine der Legio palatina in der Armee des Magister Militum Praesentalis I (Ostreich), - Matiarii constantes, die ranghöchste Legio comitaenses des Magister Militum per Illyricum (Ostreich), - Mattiarii iuniores, die ranghöchste Legio comitaenses in der Italienarmee des Magister Peditum (Westreich). Da es sich um Legionen handelt und sie aufgrund ihres hohen Ranges schon lange in den mobilen Feldarmeen etabliert gewesen sein müssen, scheinen hingegen die Honoriani Gallicani, die sowohl als Auxilia-Einheit als auch als Palatina-Einheit genannt werden, auf der niedrigsten Rangstufe der (bestätigten) Auxilia-Palatina-Einheiten des Comes Illyricum gestanden haben. Darüber hinaus enthält die Notitia auch eine Reihe von Mattiaci-Einheiten: - Mattiaci seniores, Auxilia palatina in der Armee des Magister Militum Praesentalis I, - Mattiaci iuniores, Auxilia palatina unter dem Magister Militum Praesentalis II, - Mattiaci seniores, Auxilia Palatina in der Italienarmee des Magister Peditum, - Mattiaci iuniores, Auxilia Palatina in der gallischen Armee des Magister Equitum und die - Mattiaci iuniores Gallicani, Auxilia Palatina in der Gallienarmee des Magister Equitum (Westreich) Da es sich bei allen um Auxilia palatina-Einheiten handelt, könnte es sein, dass die Mattiarii Honoriani Gallicani in Wahrheit zu den Mattiaci-Einheiten zählten. Da in der ND keine Mattiaci iuniores Gallicani seniores angegeben werden, wäre es im Bereich des Möglichen, dass es sich hierbei um die „Mattiaci Honoriani seniores Gallicani“ handelt. Die Mattiaci, ein germanischer Volksstamm, siedelte (laut Tacitus) im 1. Jahrhundert in der unmittelbaren Nachbarschaft der Bataver. Aquae Mattiacorum (das heutige Wiesbaden in D) avancierte zudem ab dem 2. Jahrhundert zu einem beliebten Badeort. Der Namensteil Honoriani bezieht sich einmal mehr auf Kaiser Honorius, der bis 423 das Westreich regierte. Gallicani leitet sich unschwer vom Reichsteil Gallien ab und deutet darauf hin, dass die Einheit entweder dort stationiert war, bevor sie dem illyrischen Feldheer zugeteilt wurde, oder dort aufgestellt wurde. Ihr Schildmuster ist einfach gehalten, weißes Hauptfeld, blauer Schildbuckel, beide mit einem roten Band eingefasst. Es ähnelt einer Reihe anderer in der Notitia dargestellten Schildbemalungen, und zwar dem der - Celtae iuniores und dem der - Salii Gallicani. |                                                                 |

### Feldarmee
| Einheiten              | Bemerkung | Abbildung                                                       |
| ---------------------- | --- | --------------------------------------------------------------- |
|                        | Legiones Comitatenses | Farbgebung nach der Überlieferung im Bodleian Manuskript der ND |
| Tertiani               | Die 14. der insgesamt 32 Einheiten der Legiones Comitatenses, in der Armee des Magister Peditum wird sie als Tertiani siue Tertia Italica geführt. Das Schildmuster dürfte mit der Bezeichnung Tertiani übereinstimmen und zeigt einen grünen Schildbuckel, umgeben von einem gelben Band. Das Hauptfeld ist rotorange, ebenso der Rand, getrennt durch ein grünes Band. Die Einheit, deren Kurzname in Otto Seecks Ausgabe seltsamerweise zur Löschung eingeklammert ist, stammt unzweifelhaft von der Legio III Italica ab, die im späten 2. Jahrhundert von Kaiser Marcus Aurelius (161-180) aufgestellt wurde. Ihr Hauptquartier war während des größten Teils ihrer Existenz das Legionslager Castra Regina (Regensburg in Deutschland), ihre Vexillationen waren in der Spätantike aber nicht nur dort im Einsatz. Laut der Notitia stand die Legion im 4. Jahrhundert in der Armee des Dux Raetiae primae et secundae, wurde von fünf (vielleicht auch sechs) Präfekten kommandiert und war über mehrere Standorte in der Raetia I und II verteilt: - Praefectus legionis tertiae Italicae parti superioris, in Castra Regina, in der Nähe von Vallato: - Praefectus legionis tertiae Italicae parti superioris deputatae ripae primae, in Submuntorio (Summuntorium (Burghöfe Mertingen, Bayern)); - Praefectus legionis tertiae Italicae proparte media praetendentis, von Vemania Cassiliacum bis Cambidano (Isny-Bettmauer bis Kempten, Bayern); - Praefectus militum Ursariensium, in Guntiae oder Guntia, (Günzburg, Bayern); - Praefectus legionis tertiae Italicae transvectioni specierum deputatae, bei Foetibus oder Foetes (Nachschubseinheit in Füssen, Bayern); und - Praefectus legionis tertiae Italicae transvectioni specierum deputatae, in Teriolis (Nachschubeinheit in Zirl in Tirol, Österreich). Die Positionierung der Milites Ursarienses in dieser Truppenliste macht es sehr wahrscheinlich, dass es sich ebenfalls um eine Abteilung der Legio III Italica gehandelt hat. |                                                                 |
| Tertia Herculea        | Die dritte herkulische Legion, der Name der Einheit verweist auf den antiken Heroen Herkules, dem Schutzgott von Kaiser Marcus Aurelius Valerius Maximianus Herculius (286-305), dieser nahm, nach seiner Proklamation zum Augustus den Namen Herculius an (etwa gleichbedeutend mit „Abkömmling des Herkules“). Nach ihm wurden, wie auch nach seinem Mitregenten Diokletian (284-305), zahlreiche Einheiten benannt. Bei den Einheiten, die auch 100 Jahre nach ihrer Regierungszeit in der Notitia noch aufgelistet werden, tragen zwei dem Namenszusatz des Maximian und 17 mit Herculea, Herculia oder Herculiani. Viele der Einheiten mit den Namenszusatz Valeria, könnten ebenfalls nach ihm benannt worden sein. Als Herkulianer sind sechs Alae (Kavallerie); fünf Infanterieverbände, fünf Hilfstruppen-Kohorten und sechs Legionen ausgewiesen. Im Gegensatz zu den meisten Legiones Comitatenses (mit Ordnungsnummer), hat die Tertia Herculea keinen Gegenpart unter den Limitanei. Die Nummer drei könnte darauf hinweisen, dass sie in (oder für) eine Provinz aufgestellt wurde, in der bereits eine zweite Legion stand. Die Provinz Valeria, die 296 aus der Pannonia Inferior herausgelöst wurde, scheint hierfür ein gutes Beispiel zu sein, da dort schon lange die Legio I Adiutrix und die Legio II Adiutrix stationiert waren. Bei einem Präfekten in der Armee des Dux Valeriae ripensis wird dessen Einheit nicht angegeben. Möglicherweise war dies die Legio III Herculea, da aber auch der Standort einer Hälfte der Legio I Adiutrix in der Notitia nicht angegeben wird, könnte es sich auch um diese gehandelt haben. Eine weitere Möglichkeit wäre die Provinzarmee der Scythia, in der laut Notitia die Legio I Iovia und die Legio II Herculia stand, aber auch hier besteht das Problem, dass es sich um eine „zusätzliche“ Einheit handelt. Es kann daher sein, dass die Tertia Herculea nur als schnelle Eingreiftruppe aufgestellt wurde, wie von E.C. Nischer postuliert. Diese Hypothese würde auch nicht durch das Fehlen der entsprechenden Limitanei-Einheit in der Notitia abgeschwächt und könnte vielmehr bedeuten, dass sie schon sehr früh in eine der neuen tetrarchischen Feldarmeen übernommen wurde. Trifft dies zu, wäre dennoch ihr niedriger Rang ungewöhnlich. Andererseits wäre es auch möglich, dass die Tertia Herculea ursprünglich aus einer der Elitelegionen, die Herculiani seniores, herausgezogen wurde. Vegetius (1.17) gibt die Mannstärke der Herculiani mit 6000 Mann an, aus ihr könnten daher mehrere Vexillationen hervorgegangen sein. Vegetius schreibt weiter, dass die Einheit unter Diokletian und Maximian nur umbenannt aber nicht von ihnen aufgestellt wurde. Das Schildmuster zeigt ein gelbes Hauptfeld umgeben von einem roten Rand, der Schildbuckel ist ebenfalls rot. Er ist von einem, in mehrfarbige Felder unterteilten Band (rot, gelb, blau) umgeben, diese Schildbemalung ist unter den in der Notitia abgebildeten Exemplaren einzigartig. |                                                                 |
| Pacatianenses          | Der Name dieser Einheit könnte mehrere Quellen haben. Pacis bedeutet „Frieden“, eher ungewöhnlich für eine Militäreinheit. In der Notitia wird auch die Prima Flavia Pacis aufgelistet, eine der legio comitatenses des Magister Peditum. „pacis“ kann aber auch „Vertrag“ und „Versöhnung“ bedeuten. Angesichts der zahlreichen Bürgerkriege im 4. Jahrhundert wäre es durchaus sinnvoll, einer ehemals verfeindeten Einheit nach ihrer Niederlage einen Namen zu geben, der „Versöhnung“ bedeutet. Allerdings ist Pacatianenses grammatikalisch schon sehr weit von pacis entfernt. Vielleicht hatte die Einheit ihren Ursprung in der nordafrikanischen Stadt Pacatiana. In der Armee des Comes Tingitaniae findet sich ein Tribunus cohortis Pacatianensis dessen Truppe im Kastell von Pacatiana stationiert war; und damit ist es durchaus möglich, dass die Pacatianenses vor ihrer Abkommandierung in die illyrische Feldarmee dort stationiert waren. Wo genau es lag ist unsicher, vermutlich im Norden des heutigen Marokko. Einen Bezug zu dieser Einheit könnte auch die Colonia Civitas Pacensis, Beja im heutigen Südportugal haben. Da es sich um eine größere Stadt handelte, ist sie als Reservoire für neue Rekruten wesentlich plausibler als ein abgelegener Außenposten, sofern die Einheit tatsächlich nach ihrem Rekrutierungsgebiet und nicht nach einen ihrer Garnisonsorte benannt wurde. Darüber hinaus wird in der Notitia auch ein Tribunus cohortis secundae Flaviae Pacatianae – dessen Einheit in Hispanien stand – überliefert. Die Pacatianenses könnten auch aus einer einst dort stationierten Legionsabteilung hervorgegangen sein; z. B. aus der spanischen Hauslegion, die Legio VII gemina, in Leon. Schlussendlich war ein gewisser L. Papius Pacatianus unter Konstantin I. (306-337) Konsul für das Jahr 322. Es wäre aber einzigartig, einer römischen Legion den Namen eines hohen Beamten zu geben, gleichwohl muss auch dies als Möglichkeit in Betracht gezogen werden, da Auxiliareinheiten manchmal auch nach Personen außerhalb der Kaiserdynastien benannt wurden, z. B. die Ala Petriana unter dem Dux Britanniarum. Das Schildmuster zeigt einen blauen Buckel, umgeben von einem weißen Band. Der Schildrand ist rot, das Hauptfeld ist in sechs Sektoren unterteilt, die abwechselnd blau und rot bemalt sind. Solche Sektormuster werden auch drei anderen westlichen Legionen zugeschrieben: - den Moesiaci seniores, - den Armigeri propugnatores iuniores und - den Mattiarii iuniores. |                                                                 |
| Mauri cetrati          | In der Truppenliste des Magister Peditum scheint diese legio comitatenses als Mauricetnati auf. In der Münchner Abschrift der ND wird sie als Mauri cettnati bezeichnet. Mauri bezeichnet die nordafrikanischen Völker, obwohl alles darauf hindeutet, dass man im römischen Militär damit keine ethnische Zugehörigkeit, sondern höchstwahrscheinlich eine leichtbewaffnete Einheit meinte, beritten oder, wie in diesem Fall, eine Infanterieformation. Die meisten Infanterieeinheiten hatten zur Zeit der Abfassung der Notitia wahrscheinlich schon standardmäßig Leichtbewaffnete in ihren Reihen. Cetrati bezieht sich auf einen kleinen Schild, eine „Cetra“ oder „Caetra“, der eigentlich typisch für die spanische leichte Infanterie (Velites) der römischen Republik war. Der Begriff wurde von lateinischen Chronisten verwendet, um Schilde zu bezeichnen, die kleiner als das „Scutum“ der Legionäre waren. Damit konnten aber auch die schweren Schilde der makedonischen Phalangiten gemeint sein, die eine Größe von 60 bis 75 cm im Durchmesser hatten. Auch die Mauri cetrati trugen wohl kleinere Schilde als die übrigen Legionäre, es ist aber sehr wahrscheinlich, dass ihnen dieser Einheitsname nur aus Gründen der Tradition verliehen wurde. Von welcher Legion die Mauri cetrati abstammten, ist unklar; vielleicht gingen sie ursprünglich auch aus einer Hilfstruppeneinheit hervor, die irgendwann zu einer Legion erhoben oder in eine solche eingereiht wurde. Ihr Schildmuster stellt sich wie folgt dar: Ein blauer Schildbuckel, umgeben von einem gelben Band, der Schildrand ist rot. Innerhalb des Randes befindet sich ein grünes Band; nachfolgend ein gelbes. Das Hauptfeld ist rot. |                                                                 |
| Propugnatores iuniores | Die 17. der 32 legiones comitatenses in der Armee des Magister Peditum. Propugnatores kann „Verteidiger“ aber auch „die Besten“ bedeuten. Weitere Propugnatores-Einheiten in der Notitia sind: - die Propugnatores seniores, eine legio comitatenses in der Armee des Comes Hispaniarum; - die Armigeri propugnatores iuniores, und - die Armigeri propugnatores seniores, zwei legiones palatina des Comes Africae. Wann die Propugnatores in seniores (Westreich) und iuniores (Ostreich) aufgeteilt wurden, ist unbekannt. Das Schildmuster der Seniores-Einheit hat jedenfalls keinerlei Ähnlichkeit mit dem der Iuniores. Ihre Herkunft ist schwer zu bestimmen, da der Name kaum einen Hinweis auf die Herkunft ihrer ursprünglichen Einheit gibt. Sie könnte aus einer vexillation der Legio I Minervia hervorgegangen sein, diese stand lange Zeit im Legionslager Bonna (Bonn in Deutschland) stationiert war, bis es Anfang der 350er Jahre von den Franken besetzt wurde. Das Schildmuster weist einen grünen Buckel, einen roten Rand, ein blaues Hauptfeld und einen roten sechszackigen Stern auf, der fast das ganze Hauptfeld einnimmt. Der sechszackige Stern ist in der Notitia einzigartig; ansonsten weisen sie sieben oder acht Zacken auf. |                                                                 |
|                        | Pseudocomitatenses |                                                                 |
| Lanciarii Lauriacenses | Die Lanzenwerfer aus Lauriacum werden in der Notitia als dritte der insgesamt 18 Pseudocomitatenses-Einheiten des Magister Peditum geführt. Der erste Namensteil leitet sich von der lancea, einem sowohl zum Zustoßen als auch zum Werfen geeigneten Speer ab, dies bedeutet aber nicht zwangsläufig, dass alle Soldaten dieser Einheit nur mit Lanzen ausgerüstet waren. Als lanciarii (oder lancearii) wurden ab dem späten 3. Jahrhundert die Gardesoldaten bezeichnet; man weiss auch von berittenen lanciarii, wie antike Inschriften belegen. Der Grabstein des Aurelius Gaius bezeichnet ihn (auf Griechisch) als „ippeus lankiaris“. In der Notitia werden eine ganze Reihe von Lanciarii-Verbänden aufgeführt, von denen einige offensichtlich Eliteeinheiten waren, während andere, wie die Lanciarii Lauriacenses, nicht (mehr) zu ihnen zählten. Der zweite Namensteil „Lauriacenses“ geht auf ihr ursprüngliches Stammlager in der Provinz Noricum ripense zurück, dem Legionslager Lauriacum (Lorch, heute ein Stadtteil von Enns in Oberösterreich). Es gehörte im 4. Jahrhundert zum Verwantwortungsbereich des Dux Pannoniae Primae et Norici Ripensis und wurde laut der Notitia von einem Praefectus legionis secundae kommandiert. Die Einheit dürfte also zum Zeitpunkt der Zusammenstellung der Notitia bereits einige Jahrhunderte dort stationiert gewesen sein. Somit erscheint es als einigermaßen gesichert, dass sie aus der norischen Stammlegion, der Legio II Italica abkommandiert und vermutlich zwischen 395 und 420 in die illyrische Feldarmee eingereiht wurden. Drei weitere in der Notitia gelistete Lanciarii-Einheiten stammten offenbar ebenfalls entweder aus der Pannonia Prima oder Noricum ripense: - die Lanciarii Comaginense (siehe unten), ebenfalls in der Armee des Comes von Illyricum; - die Lanciarii Augustenses unter dem Magister Militum per Illyricum (Ostreich); und - die Lanciarii Sabarienses in der Gallienarmee des Magister Equitum. Abgesehen davon erwähnt die Inschrift eines Wachturmes (367–375) aus Lauriacum Bausoldaten der Milites Auxiliares Lauriacenses, was annehmen lässt, dass nicht alle zu dieser Zeit dort stationierten Truppen Legionäre gewesen sein können. Da dem norisch-pannonischen Dux auch vier Legionen der Limitanei (Legio I Noricorum, Legio X Gemina, Legio II Italica und Legio XIIII Gemina) unterstanden, ist es wahrscheinlich, dass jede dieser vier Einheiten von einer dieser Legionen herausgelöst wurde. Eine weitere in der Notitia genannte Abteilung der Legio II Italica sind die Secundani Italiciani, eine der legio comitatenses in der Armee des Comes Africae. Ihr Schildmuster weist jedoch keinerlei Ähnlichkeit mit dem der Lanciarii Lauriacenses und auch nicht mit dem der Divitenses seniores des Comes Italiae auf, die ebenfalls von der norischen Hauslegion abstammen. Das Schildmuster besteht aus einem gelben Buckel, einen weißen Rand und ein rotes Hauptfeld. Ein gelber, zehnzackiger Stern befindet sich im Zentrum und reicht bis zum Schildrand; Es ähnelt der Schilbemalung der Septimani seniores in der Armee des Comes Hispaniarum, die sich lediglich durch einen weißen Rand und einige zusätzliche Bänder um den Schildbuckel, ebenfalls in Gelb, unterscheidet. |                                                                 |
| Lanciarii Comaginenses | Die Lanzenwerfer aus Comagena, sie war die vierte der 18 im Infanterieverzeichnis des Magister Peditum aufgeführten Einheiten der Pseudocomitatenses. Auch die Lanciarii Comaginenses zählten offensichtlich nicht zu den Eliteeinheiten. Comaginenses leitet sich von Kohortenkastell Comagena (heute Tulln an der Donau in Niederösterreich) am Limes Noricus ab, das ebenfalls unter die Zuständigkeit des Dux Pannoniae Primae et Norici Ripensis fiel und in der Notitia auch als Standort einer Reitereinheit (Equites promoti) angegeben wird. Vermutlich wurde sie ebenfalls aus eine der dem norisch-pannonischen Dux unterstellten Legionen der Limitanei (Legio I Noricorum, Legio X Gemina, Legio II Italica und Legio XIIII Gemina) herausgelöst. Die Lanciarii Comaginenses könnten entweder aus der Legio X Gemina, da ihr Kastell Comagena dem Stammlager dieser Legion, Vindobona, am nächsten lag oder der legio I Noricorum, stationiert in der Provinz Noricum ripense, hervorgegangen sein. Ihr Schildmuster zeigt einen roten Rand, ein blaues Hauptfeld und im Zentrum ein dunkelgrünes Krukenkeuz mit pilzförmigen Enden; dieses Motiv findet sich sonst nirgendwo in der Notita Dignitatum. |                                                                 |
| Secunda Iulia          | Die zweite der 18 im Truppenverzeichnis des Magister Peditum aufgeführten Einheiten der Pseudocomitatenses, höchstwahrscheinlich ident mit der Secunda Iulia Alpina. Eine Legion die ursprünglich aus Angehörigen der Bergvölker im heute italienischen Teil der Westalpen ausgehoben wurde. Ihr Weiterbestehen ist nur in der Notitia durch eine Kapitelüberschrift der Italienarmee des Magister Peditum belegt. Das Kapitel gibt zwar den Befehlsbereich aber weder Offiziersränge, Kastelle noch Städte an. Ihre Schwesterlegionen waren: - die Legio I Iulia Alpina, eine Legion der Pseudocomitatens, und - die Legio III Iulia Alpina, eine legio-Comitatensis, alle beide standen in der Italienarmee des Magister Peditum, diese wurde später aber wieder aufgelöst. Ihre Schildbemalung besteht aus einem weißen Buckel, umgeben von einem grauen Band, der Schildrand ist in weiß gehalten und das Hauptfeld ist grün. Es scheint, dass die für die Legio I Iulia Alpina und die Legio II Iulia Alpina gezeigten Schildbemalungen aus der Zeit sind, als sie unter dem Kommando des Comes Italiae standen. Wahrscheinlicher ist jedoch, dass sie wieder derselben Feldarmee zugeteilt wurden, als sie dem Kommando des Comes entzogen wurden. |                                                                 |
| Catarienses            | Es ist nicht ganz klar, aus welcher der Infanterieeinheiten des Magister Peditum sie ursprünglich hervorging, wenn sie überhaupt jemals seiner Armee angehört hatte; auch ihr Schildmuster ist unbekannt. A.H.M. Jones identifizierte sie (anhand einer Inschrift) als eine Einheit aus Moguntiacum (Mainz in Deutschland). Fundort dieser Inschrift war das Brückenkopfkastell Castellum Mattiacorum (Wiesbaden), etwa 1,5 km nördlich von Mainz, die Einheit wird darin als N CADDARENSIUM (= Numerus Caddarenses) angegeben. Dies ist aber nur eine von mehreren diesbezüglichen römischen Schriftzeugnissen die in dieser Region vorgefunden wurden und diese Einheit auch als - N CATTHARENSUM oder als - MAUVRI CATTA, eine Einheit der „Mauren“, bezeichnen. Bei den Catariensern handelte es sich dann wohl, gemessen an den anderen vom Dux Mogontiacensis kommandierten Einheiten, um eine Legionsvexillation. Eine Alternative hierzu wäre, wenn kein Abschreibfehler der Kopisten vorliegt, dass diese Soldaten ursprünglich vom Tribunis cohortis Caratensis, Armee des Dux Pannoniae Primae et Norici Ripensis, nach Illyrien abgegeben wurden. Weitere in der Notitia gelistete Mauri-Verbände (Infanterie) sind: - die Mauri Honoriani iuniores, Italienarmee des Magister Peditum (dort als Honoriani Mauri iuniores), eine Auxilia palatina-Einheit, - die Mauri Honoriani seniores, (siehe oben), - die Mauri cetrati (siehe oben), - die Mauri Osismiaci, Pseudocomitatenses in der Gallienarmee des Magister Equitum, - die Mauri tonantes seniores, - die Mauri tonantes juniors, zwei Auxilia palatina-Einheiten in der Armee des Comes Tingitaniae, - die Milites Mauri Beneti, in Benetis und die - die Milites Mauri Osismiaci in Osismis, beide in der Armee des Dux tractus Armoricani et Nervicani. |                                                                 |